# Ana Richa
Ana Maria Richa Medeiros (* 3. Dezember 1966 in Rio de Janeiro) ist eine ehemalige brasilianische Volleyball- und Beachvolleyballspielerin sowie zweimalige Teilnehmerin an Olympischen Sommerspielen und zweimalige Volleyballmeisterin ihres Heimatlandes.

## Karriere Halle
Die Zuspielerin gewann mit der Jugendnationalmannschaft ihres Heimatlandes 1982 die südamerikanische U18-Meisterschaft. Eine Spielzeit später wurde sie mit Botafogo FR Neunte in der brasilianischen Superliga. Nach dem Wechsel zu Bradesco/Atlântica gewann sie zum ersten Mal mit ihrem Team die brasilianische Meisterschaft. Im gleichen Jahr wurde sie mit der Nationalmannschaft Siebte bei den Olympischen Spielen. In der nächsten Saison gewann sie mit ihrem Club die südamerikanische Vereinsmeisterschaft und stand mit dem Juniorenteam Brasiliens im Halbfinale der U21-WM. Mit der Landesauswahl der Erwachsenen wurde sie südamerikanische Vizemeisterin und Sechste beim Volleyball World Cup. Nach dem brasilianischen Vizemeistertitel 1986 wechselte sie zum EC Lufkin und wurde mit ihrem neuen Team in der folgenden Spielzeit zum zweiten Mal Landesmeisterin. Die Nationalmannschaft stand mit ihr im Finale der kontinentalen Titelkämpfe, belegte den vierten Rang bei den Panamerikanischen Spielen und den siebten Platz beim Japan Cup. 1988 war Richa zum zweiten Mal auf dem olympischen Parkett aktiv. Das Resultat war diesmal der sechste Rang. Eine weitere brasilianische Vizemeisterschaft mit Lufkin und eine weitere Endspielteilnahme bei den Titelkämpfen ihres Heimatkontinents mit der Landesauswahl folgten 1989. Zum letzten Mal für die Nationalmannschaft aktiv war die aus der zweitgrößten Stadt Brasiliens stammende Athletin 1990. Bei den Goodwill Games gewann Brasilien Bronze, bei der Weltmeisterschaft reichte es noch zum siebten Rang. Im Vereinsvolleyball wurde die Zuspielerin ein Jahr später mit São Caetano do Sul Volley wieder sowohl Zweite in der Landes– als auch in der Südamerikameisterschaft. Nach einem weiteren Vereinswechsel zu AA Rio Forte mit einem dritten Platz 1992 und einem fünften Rang eine Saison später stand Richa ab 1995 noch einmal für ihren ersten Verein auf dem Volleyballfeld und beendete nach dem neunten Platz ihre Hallenkarriere.

## Karriere Beach
In der gleichen Spielzeit, in der ihr Engagement in der Halle endete, begann Richa mit dem Beachvolleyball auf internationaler Ebene. Bei der World Tour 1995/96 trat sie einmal mit Roseli Timm an und zwei Mal mit Vanessa Valansi. Mit Letzterer wurde sie Siebzehnte in Santos. In den folgenden zwei Jahren bildete die ehemalige Hallenvolleyballerin mit Adriana Rodriguez ein Beachpaar. Beim ersten gemeinsamen Auftritt gehörten die beiden zu den letzten zwölf verbliebenen Teams in Osaka. Bestes gemeinsam erzieltes Resultat war ein geteilter fünfter Platz bei den anschließenden Pusan Open 1997. Bei der direkt danach stattfindenden ersten offiziellen Weltmeisterschaft besiegten die Brasilianerinnen in der ersten Hauptrunde die Indonesierinnen Eta / Timy und sicherten sich so den geteilten neunten Rang. Weitere Top-Zwölf-Ergebnisse gelangen ihnen im folgenden Jahr in der Heimatstadt Richas und in Espinho. In der Folgezeit startete die Sportlerin bei weiteren Events der internationalen Beachserie mit verschiedenen Partnerinnen, gelangte jedoch nur noch im Oktober 2000 in Fortaleza ins Hauptfeld. Auch als sie nach einer Pause 2003 mit der ehemaligen Weltmeisterin und Olympiabronzemedaillengewinnerin Larissa França an drei Veranstaltungen der FIVB Tour teilnahm, gelang es dem Duo nur auf Rhodos, die Qualifikation zu überstehen. Obwohl sie im Hauptwettbewerb ein gegnerisches Team besiegten, beendeten sie das Turnier als Gruppenletzte. Erfolgreicher war ihre Teilnahme an den Panamerikanischen Spielen. Nachdem sie ihre drei Vorrundenspiele gewonnen hatten, überstanden sie auch das Viertelfinale unbeschadet. In der Vorschlussrunde unterlagen sie zwar den kubanischen Goldmedaillengewinnerinnen, konnten sich aber gegen ein kanadisches Team Bronze sichern. Etwas besser als bei der World Tour lief es auch bei der WM des Jahres. Als Pooldritte zogen sie in die erste Hauptrunde ein, scheiterten dort jedoch an den Halbfinalistinnen Jordan / Davis. Einen letzten Medaillengewinn erreichte Ana Richa drei Jahre später. Mit Elize Maia stand sie im Endspiel bei den Jogos da Lusofonia und wurde für diese Leistung mit Silber belohnt. Dies war gleichzeitig der letzte internationale Auftritt der erfolgreichen Sportlerin.